# The Vagabond
The Vagabond (Le Vagabond) est un poème de Robert Louis Stevenson tiré de son recueil Songs of Travels.
Donnez-moi la vie que j'aime,
le long de ma route un ruisseau,...
sont les premiers vers qui explorent les thèmes éternels de l'auteur, les voyages et l'aventure.
C’est un des dix poèmes du recueil qui ont été mis en musique par Ralph Vaughan Williams.